# Çekerek
Çekerek ist eine Stadt und Hauptort des gleichnamigen Landkreises in der zentralanatolischen Provinz Yozgat der Türkei. Ursprünglich hieß der Ort Hacıköy und lag in der Provinz Tokat. Seit 1944 trägt der Ort den Namen des östlich an ihm vorbeiströmenden Flusses und hat (laut Stadtsiegel) seitdem auch den Status einer Belediye (Gemeinde). Çekerek liegt nördlich der Süreyyabey-Talsperre, die den namensgebenden Fluss Çekerek Çayı aufstaut. 

## Landkreis
Der Landkreis grenzt im Norden an die Provinz Tokat. Die übrigen Grenzen bilden die Nachbarkreise der Provinz: Kadışehri, Saraykent. Sorgun und Aydıncık (beginnend im Osten und entgegen dem Uhrzeigersinn). Der Landkreis wurde im Jahre 1944 gebildet (Gesetz Nr. 4642) und gab im Jahr 1990 (Gesetz Nr. 3644) zwei Gebiete ab – Im Nordwesten den Landkreis Aydıncık (damals 29 Ortschaften) und im Osten den Landkreis Kadışehri (damals 30 Ortschaften).
Ende 2020 besteht der Landkreis aus der Kreisstadt (51,3 % der Kreisbevölkerung) sowie aus der Gemeinde (Belediye) Özükavak (1277 Einw.). Des Weiteren existieren noch 41 Dörfer (Köy) mit zusammen 8170 Einwohner (42,1 % Anteil an der Landkreisbevölkerung). Bayındırhüyük ist mit 620 Einwohnern das größte Dorf, 14 weitere Dörfer zählen ebenfalls mehr Einwohner als der Durchschnitt (199). Mit einer Bevölkerungsdichte von 24,6 liegt der Landkreis unterhalb des Provinzwertes (30,6 Einw. je km²).

## Söhne und Töchter (Auswahl)
- Fuat Oktay (* 1964), Politiker
- Gökhan Akkan (* 1995), Fußballtorhüter